# 張耀曽
張 耀曽（ちょう ようそ）は中華民国の政治家・法学者。中国同盟会に属した革命派の人物で、後に北京政府の要人となった。字は鎔西。ペー族（白族）。

## 事績

### 辛亥革命、護国戦争での活動
公立京師大学堂（北京大学の前身）を卒業した後に日本に留学した。第一高等学校を経て、東京帝国大学法学部に入学する。この間に中国同盟会に加入し、雑誌『雲南』の創刊に参加した。
辛亥革命が勃発すると、張耀曽は学業の途中で帰国する。帰国後は革命派の雲南代表として中華民国臨時約法の起草に参与した。臨時参議院が成立すると、議員兼法制委員長に任ぜられている。1912年（民国元年）、国民党に加入した。翌1913年（民国2年）には国会衆議院議員となり、後に憲法起草委員会委員となった。しかし同年の二次革命（第二革命）で革命派は袁世凱に敗北し、張はその後も民憲党などで活動を続けたが、国会は11月に停会してしまう。
張耀曽は日本に亡命して東京帝国大学法学部政治学科に復学し、この間に欧事研究会に加入した。1914年（民国3年・大正3年）10月に卒業し、帰国後は北京大学法科教授となる。袁世凱が皇帝に即位すると、張は護国戦争で反袁の護国軍に加わり、軍務院秘書・雲南都督府参議をつとめた。

### 護国戦争後の活動
1916年（民国6年）6月から8月に、張耀曽は段祺瑞内閣の司法総長に任命され、李根源ら政学派の構成員の1人とみなされた。翌年5月の李経羲内閣発足に際しても司法総長に任命されたが、実際には就任しなかった。10月、北京大学に復帰している。
1922年（民国11年）8月、唐紹儀臨時内閣で署理司法総長となる。1923年（民国12年）、欧州の司法制度視察に赴き、帰国後に法律討論会会長、上海中国公学社会科学院法律系主任兼教授となった。その翌年10月に黄郛内閣の司法総長となったが、1月余りで辞任した。
以後、上海にとどまって弁護士となり、上海法学院法律系主任もつとめた。このほか、新中国建設学会常務理事などもつとめている。1937年（民国26年）8月、国防参議会参議となり、翌年6月には国民参政会参政員となった。
同年、死去。享年54。著書に『考察司法記』、『列国在華領事裁判権志要』、『民法講義』、『知非集』、『大理張氏詩文存遺』等がある。

## 注
1. ↑  東京帝国大学(1939)、114頁。
2. ↑  徐友春主編『民国人物大辞典 増訂版』1901頁。なお『雲南辞典』647頁は、1922年に「法律討論委員会委員長」に就任した、としている。